# Passiflora sphaerocarpa
Passiflora sphaerocarpa Triana & Planch. – gatunek rośliny z rodziny męczennicowatych (Passifloraceae Juss. ex Kunth in Humb.). Występuje endemicznie w Kolumbii.

## Morfologia
PokrójDrzewo o nagich pędach. Dorasta do 2–4 m wysokości.
LiścieEliptyczne lub podłużnie owalne, rozwarte u podstawy, prawie skórzaste. Mają 7–20 cm długości oraz 4–9 cm szerokości. Całobrzegie, z ostrym wierzchołkiem. Ogonek liściowy jest nagi i ma długość 10–27 mm. Przylistki są owalne o długości 10–27 mm.
KwiatyPojedyncze lub zebrane w pary. Działki kielicha są podłużne, białe, mają 1,8–2,5 cm długości. Płatki są podłużne, białe, mają 1,6–1,8 cm długości. Przykoronek ułożony jest w 2–3 rzędach, biało-pomarańczowy, ma 5–14 mm długości.
OwoceSą kulistego kształtu. Mają 2 cm średnicy.

## Biologia i ekologia
Występuje w lasach na wysokości 500–1700 m n.p.m.